# Повітряні сили Республіки Корея
Повітряні сили Республіки Корея (абр. ПС РК; англ. ROKAF; кор. 대한민국 공군; Ханча: 大韓民國 空軍; Нова латинізація: Daehanminguk Gong-gun) — один із видів збройних сил Республіки Корея, призначений для захисту державних інтересів Південної Кореї у повітрі. Станом на 2025 рік ПС Південної Кореї налічують приблизно 400 бойових літаків.

## Історія

### 1940
Невдовзі після закінчення Другої світової війни, 10 серпня 1946 року, була заснована Південнокорейська асоціація авіабудування з метою популяризації важливості авіаційної могутності. Незважаючи на тодішній слабкий стан корейських збройних сил, 5 травня 1948 року було сформовано перший авіаційний підрозділ під керівництвом Донг Ві-бу, попередника сучасного Міністерства національної оборони Південної Кореї. 13 вересня 1949 року Сполучені Штати передали південнокорейському авіаційному підрозділу 10 спостережних літаків L-4 Grasshopper. У січні 1949 року була заснована Армійська авіаційна академія, а в жовтні 1949 року офіційно створено ПС Республіки Корея.

### 1950

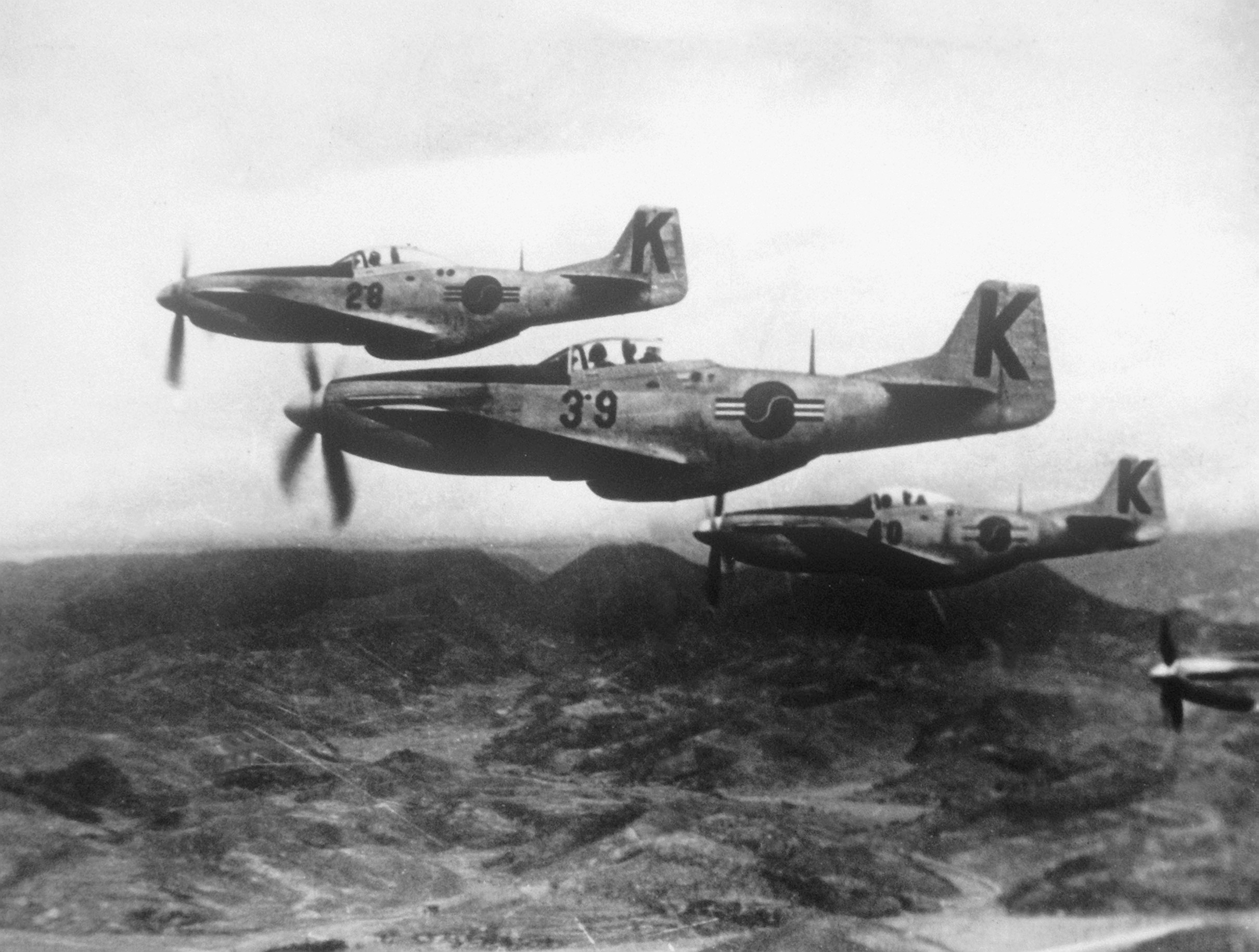
Серед перших винищувачів ПС Республіки Корея були P-51 Mustang

1950-ті роки стали критичним періодом для ПС Республіки Корея (ПС РК), оскільки під час Корейської війни вони значно розширилися. На початку війни ПСРК нараховували 1 800 осіб, але мали лише 20 навчальних і зв’язкових літаків, зокрема 10 просунутих навчально-тренувальних North American T-6 Texan, придбаних у Канади. У той час Північнокорейські ПС отримали значну кількість винищувачів Як-9 і Ла-7 від Радянського Союзу, що суттєво перевищувало можливості ПСРК за чисельністю та силою.
Під час війни ПСРК отримали 110 літаків, зокрема 79 винищувачів-бомбардувальників, три ескадрильї винищувачів і одне авіакрило. Першими бойовими літаками, отриманими ПСРК, стали North American P-51 Mustang, які надійшли разом з групою інструкторів ПС США під командуванням майора Діна Гесса в рамках проєкту «Bout One». ПС Республіки Корея брали участь у бомбардувальних операціях і виконували самостійні вильоти.
Після війни штаб-квартира ПСРК була перенесена до району Тебандон у Сеулі. У 1956 році було засновано Академію Повітряних сил. У 1953 році Технічна школа ПСРК розробила зв’язковий літак Buhwal-ho, який став першим авіаційним апаратом, створеним у Кореї.

### 1960
Щоб протистояти ймовірній загрозі з боку Північної Кореї, ПС Республіки Корея значно наростили свої можливості. Вони отримали навчально-тренувальні літаки North American T-28 Trojan, перехоплювачі для всепогодних і нічних операцій North American F-86D Sabre, винищувачі Northrop F-5 і винищувачі-бомбардувальники McDonnell Douglas F-4D Phantom.
У 1961 році було створено Командування повітряних операцій для забезпечення ефективного управління і контролю. У 1966 році було засновано Командування матеріально-технічного забезпечення ПС, а також збудовано злітно-посадкові смуги для екстрених ситуацій у воєнний час.
У 1966 році було сформовано підрозділ Eunma, який експлуатував транспортні літаки Curtiss C-46 Commando, що використовувалися для підтримки підрозділів сухопутної армії та морської піхоти Республіки Корея, які служили у Південному В’єтнамі під час В’єтнамської війни.

### 1970
Протягом 1970-х років Північна Корея ставала дедалі агресивнішою, що створювало значну загрозу безпеці для ПС Республіки Корея. У відповідь уряд Південної Кореї збільшив фінансування ПС, що дозволило закупити винищувачі Northrop F-5E Tiger II у серпні 1974 року та винищувачі-бомбардувальники F-4E. Також було придбано допоміжні літаки, зокрема Fairchild C-123 Provider і Grumman S-2 Tracker.
Особлива увага приділялася програмі підготовки льотного складу: були закуплені нові навчальні літаки (Cessna T-41 Mescalero та Cessna T-37), а у 1973 році було засновано Командування з освіти та підготовки ПС, щоб покращити якість навчання персоналу.

### 1980
У цей період ПС Республіки Корея зосередилися на якісному розширенні авіапарку, щоб досягти паритету з ПС Північної Кореї. У 1982 році були вперше вироблені корейські варіанти F-5E, відомі як Jegong-ho.
ПС Республіки Корея отримали цінну інформацію про авіацію КНДР після того, як північнокорейський пілот капітан Лі Ун-Пьонг втік до Південної Кореї. Незабаром було створено Інформаційний центр бойових операцій Кореї, а система протиповітряної оборони була автоматизована для досягнення переваги у повітрі над Північною Кореєю.
Під час Олімпійських ігор 1988 року в Сеулі ПС Республіки Корея зіграли важливу роль у забезпеченні безпеки заходу. У цей період штаб-квартира ПС та Командування з освіти та підготовки були перенесені в інші місця. У 1989 році було закуплено 40 винищувачів General Dynamics F-16 Fighting Falcon.

### 1990
Південна Корея підтримала коаліційні сили під час війни в Перській затоці, сформувавши підрозділ «Bima» для участі в бойових діях. У 1993 році ПС Республіки Корея також надали повітряне транспортування для миротворчих операцій в Сомалі, що підкреслило їхнє зростаюче міжнародне значення.
У 1994 році в рамках програми Peace Bridge II & III було введено понад 180 винищувачів KF-16 (модифікація F-16 Block 52). У 1997 році вперше в історії корейської авіації до Академії Повітряних сил Республіки Корея були прийняті жінки-курсанти.

### 2000
Останні 60 старих винищувачів F-5A/B були зняті з експлуатації у серпні 2007 року, а їм на заміну прийшли F-15K та F/A-50.
20 жовтня 2009 року Брюс С. Лемкін, заступник помічника міністра ПС США, заявив, що обмежені можливості ПС Республіки Корея в сфері розвідки, спостереження та рекогностування підвищують ризик нестабільності на Корейському півострові. Він запропонував придбати американські системи, такі як F-35 Lightning II, щоб ліквідувати цей недолік.

### 2010
Повітряні сили Південної Кореї також висловили зацікавленість у придбанні RQ-4 Global Hawk, безпілотного літального апарата, а також кількох комплектів Joint Direct Attack Munition (JDAM) для подальшого покращення своїх розвідувальних та ударних можливостей. У 2014 році компанія Northrop Grumman уклала контракт на постачання Південній Кореї чотирьох RQ-4 Global Hawk.
Крім того, ПС Республіки Корея отримали 40 винищувачів F-35 і замовили ще понад 20 додаткових F-35.

### 2020
У 2021 році при штаб-квартирі ПС було створено Космічний оперативний центр.
22 жовтня 2023 року ПС Республіки Корея вперше провели тристоронні навчання разом із ПС США та Японії поблизу Корейського півострова.
7 червня 2024 року ПС Республіки Корея вивели з експлуатації F-4E Phantom II, які були розміщені в 10-му винищувальному крилі на авіабазі в Сувоні.

## Структура
ПС Республіки Корея організаційно діляться на 7 Командувань: Оперативне, Північне та Південне (бойові), два командування ППО, навчально-тренувальне, логістичне
Оперативне командування ПС (англ. Air Force Operations Command)
- 5-те крило транспортної авіації, АвБ Кімхе: 251-ша, 256-та, 258-ма та 259-та транспортні ескадрильї (C-130H/H-30, C-235-100M, C-235-100N, C-235-220M, UH-60P)
- 15-те крило спеціальних операцій, АвБ Соннам: 255-та та 257-ма ескадрильї (C-130H)
- 35-та змішана група: 296-та ескадрилья (HS-748, CN-235-220M, Boeing-737-200, Sikorsky VH-60P)
- 6-та бойова група пошуку та порятунку

Північне бойове командування ПС (англ. Air Force Northern Combat Command)
- 8-ме винищувальне крило, АвБ Вонджу: 103-тя, 203-тя, 237-ма і 288-ма ескадрильї (F/A-50, KA-1, Harpy)
- 10-те винищувальне крило, АвБ Сувон: 101-ша і 202-га ескадрильї (KF-5E/F, F-5F)
- 39-та тактична розвідувальна група: 131-ша ескадрилья (RF-16, RC-800)
- 17-ме винищувальне крило, АвБ Чхонджу: 152-га, 153-тя і 156-та ескадрильї (F-35A)
- 29-та група тактичного розвитку та навчання: 191-ша та 192-га ескадрильї (F-16C/D, KF-16C/D, F-5E/F та KF-5E/F)
- 6-та група пошуку та порятунку: 233-тя та 235-та ескадрильї (Bell 412, Eurocopter AS532L/L2 Cougar, HH-60P, Ка-32Т, HH-47D Chinook)
- 18-ме винищувальне крило, АвБ Каннин:105-та, 112-га і 205-та ескадрильї (F-5E/F, KF-5F)
- 19-те винищувальне крило, АвБ Чунвон: 155-та, 159-та, 161-ша і 162-га ескадрильї (KF-16C/D, F-16C/D (Block32))
- 20-те винищувальне крило, АвБ Сосан: 120-та, 121-ша, 123-тя, 157-ма ескадрильї (KF-16C/D (Block52))

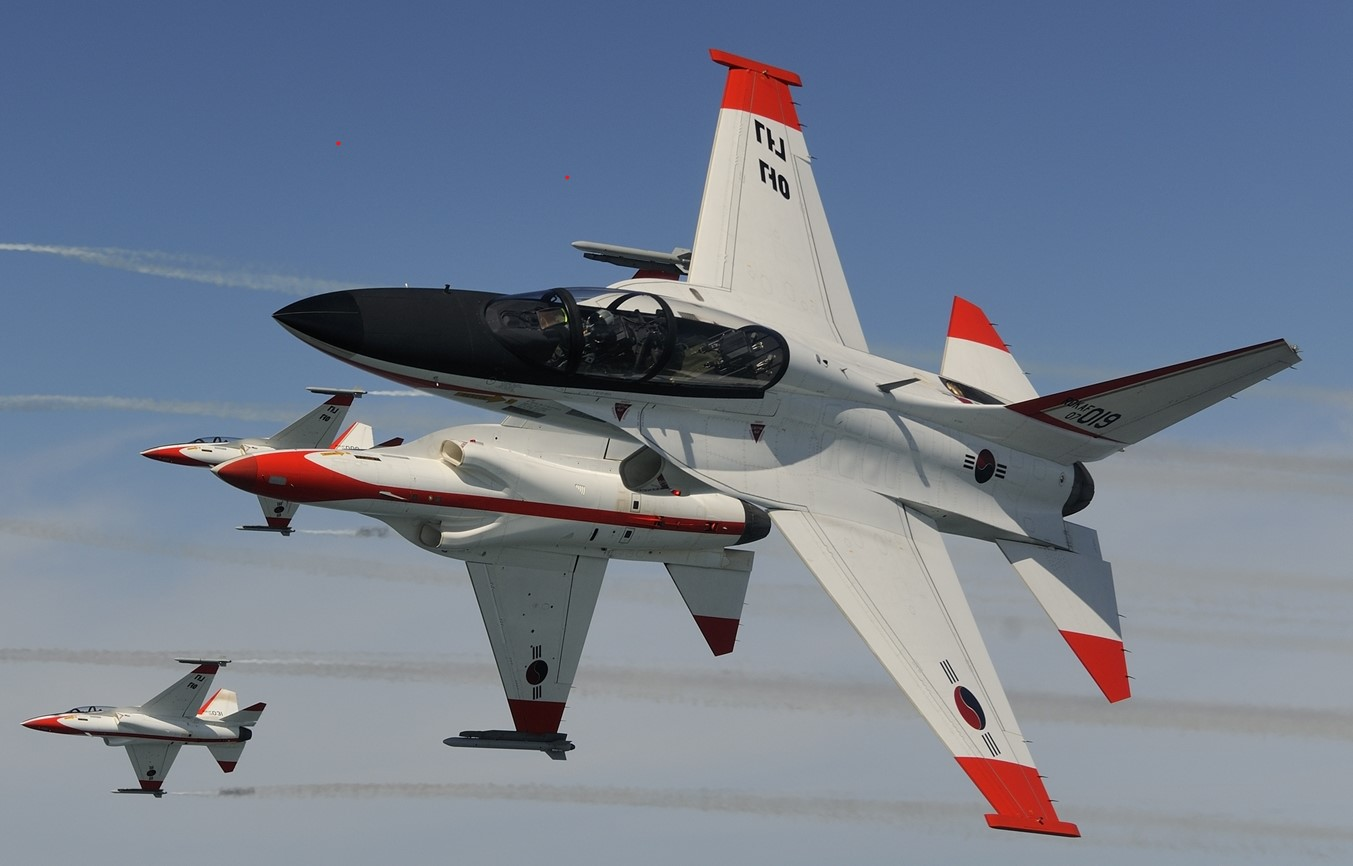
Ескадрилья T-50 під час демонстраційного польоту

Південне бойове командування ПС (англ. Air Force Southern Combat Command)
- 1-ше винищувальне крило, АвБ Кванджу: (T-50)
- 11-те винищувальне крило, АвБ Тегу: 102-га, 110-та і 122-га ескадрильї (F-15K)
- 16-те винищувальне крило, АвБ Інчхон: 202-га і 216-та ескадрильї (F-5E/F, KF-5F, T-59)
- 38-ма винищувальна група, АвБ Кунсан: 111-та ескадрилья (KF-16C/D, F-16 block 50/52)

Командування зенітної артилерії (англ. Air Defence Artillery Command)
- 1-ша зенітна ракетна бригада
- 2-га зенітна ракетна бригада
- 3-тя зенітна ракетна бригада

Командування ППО та управління, АвБ Осан (англ. Air Defense & Control Command)
- 31-ша група управління та ППО
- 32-га група управління та ППО, АвБ Тегу
- 33-тя група контролю за повітряним простором
- 34-та група контролю за повітряним простором

Командування логістики ПС (англ. Air Force Logistics Command)
- Обслуговування складів
- Постачання на склади
- Група транспортування

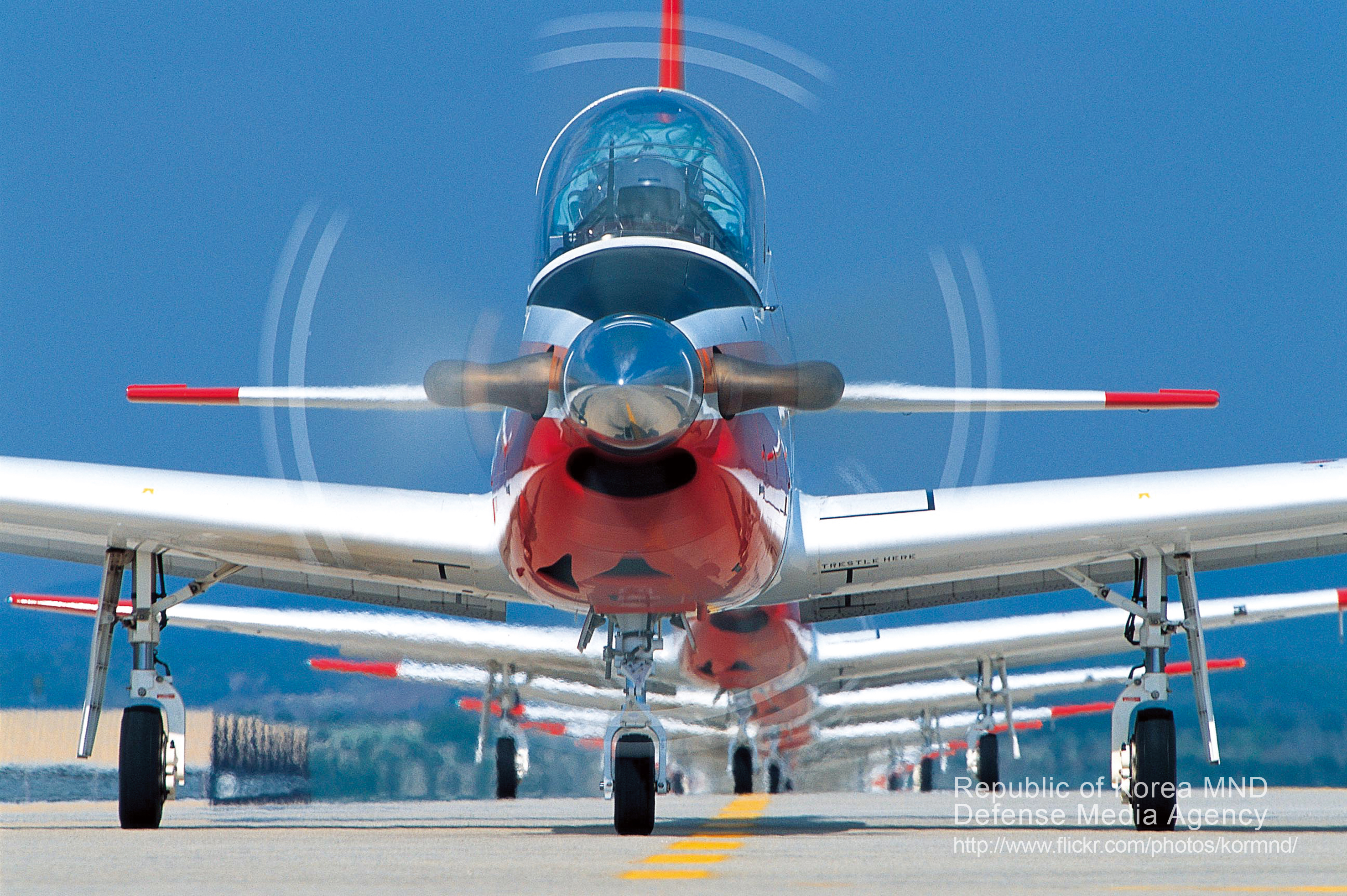
Навчально-тренувальний літак KT-1 Woongbi готується до зльоту

Навчальне авіаційне Командування (англ. Air Force Education & Training Command)
- Крило початкової військової підготовки
- 3-тє крило льотної підготовки
- Вища авіаційне училище ПС
- Школа технічного персоналу ПС

Академія Повітряних сил Республіки Корея
Група розвитку повітряних боїв
Група аерокосмічних проектів

## Техніка та озброєння

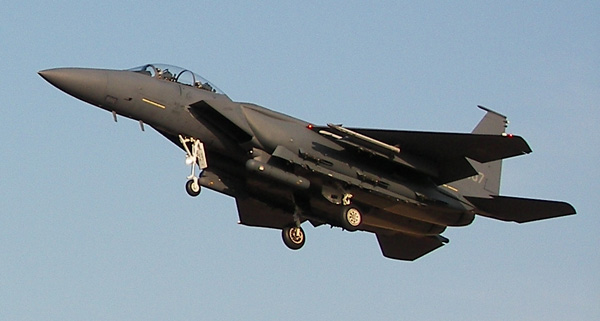
F-15K під час посадки

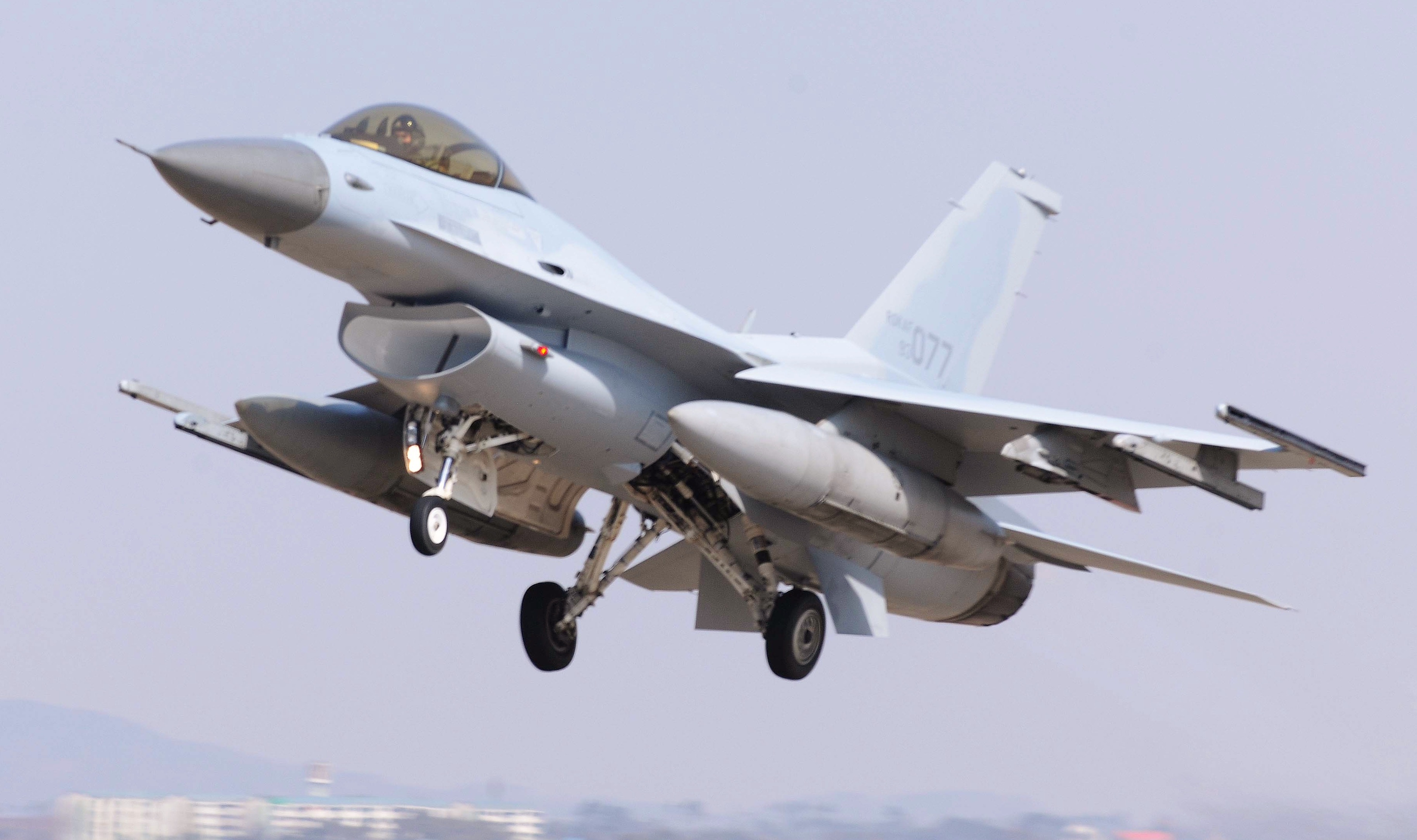
F-16 Fighting Falcon під час зльоту

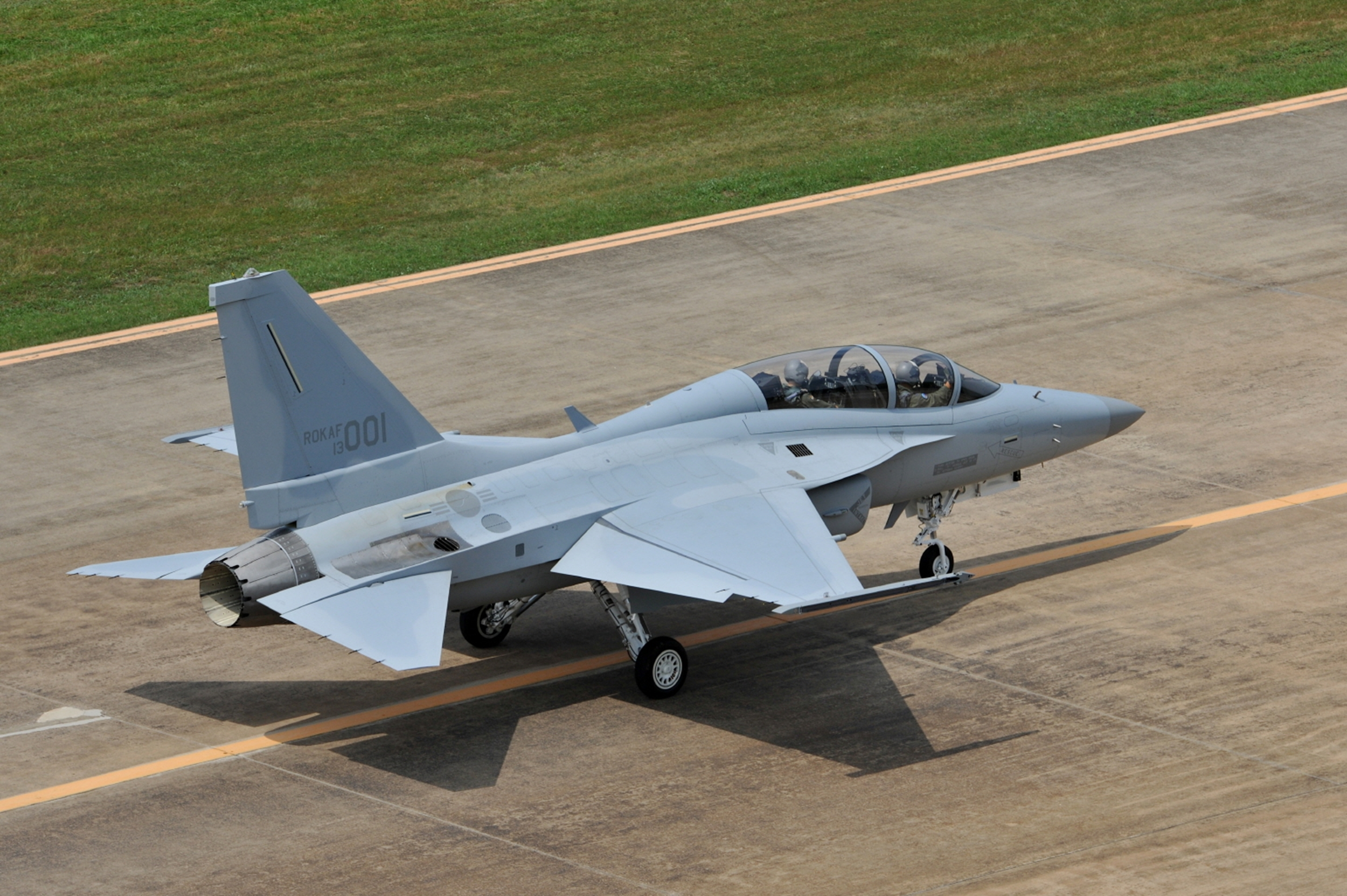
FA-50 з першої серії

| Літак                                | Походження          | Тип                                       | Варіант       | На озброєнні  | Нотатки                                                                     |               |
| Бойові літаки                        | Бойові літаки       | Бойові літаки                             | Бойові літаки | Бойові літаки | Бойові літаки                                                               | Бойові літаки |
| ------------------------------------ | ------------------- | ----------------------------------------- | ------------- | ------------- | --------------------------------------------------------------------------- | ------------- |
| F-5 Tiger II                         | США                 | Винищувач                                 | KF-5E/F       | 61            |                                                                             |               |
| F-15E Strike Eagle                   | США                 | Багатоцільовий винищувач                  | F-15K         | 59            |                                                                             |               |
| F-16 Fighting Falcon                 | США                 | Багатоцільовий винищувач                  | KF-16C/U      | 118           |                                                                             |               |
| F-16 Fighting Falcon                 | США                 | Багатоцільовий винищувач                  | KF-16D        | 49            | Також використовується як навчальний літак                                  |               |
| F-35 Lightning II                    | США                 | Багатоцільовий винищувач/Стелс            | F-35A         | 40            | 20 замовлено                                                                |               |
| T-50 Golden Eagle                    | Республіка Корея    | Легкий багатоцільовий винищувач           | FA-50         | 60            |                                                                             |               |
| KF-21 Boramae                        | Республіка корея    | Винищувач завоювання переваги у повітрі   | Block 1       |               | 20 замовлено                                                                |               |
| AWACS                                |                     |                                           |               |               |                                                                             |               |
| E-7 Wedgetail                        | США                 | Літак дальнього радіолокаційного стеження | E-737         | 4             | Оснащений багатоцільовою радіолокаційною системою з електронним скануванням |               |
| Розвідувальні літаки                 |                     |                                           |               |               |                                                                             |               |
| Dassault Falcon                      | Франція             | РЕБ / РЕР                                 | 2000          | 2             | 4 замовлено                                                                 |               |
| Hawker 800                           | Велика Британія     | Розвідувальний / РЕР                      | RC-800        | 8             |                                                                             |               |
| Танкери                              |                     |                                           |               |               |                                                                             |               |
| Airbus A330 MRTT                     | Франція             | Літак повітряною заправки                 | KC-330        | 4             |                                                                             |               |
| Військово-транспортні літаки         |                     |                                           |               |               |                                                                             |               |
| Boeing 737                           | США                 | VIP                                       | 737-300       | 1             | Транспорт Прем'єр-міністра, працював за кодом два                           |               |
| Boeing 747                           | США                 | VIP                                       | 747-8I        | 1             | Транспорт Президента, працював за кодом один                                |               |
| CASA CN-235                          | Іспанія / Індонезія | Транспортний                              |               | 18            |                                                                             |               |
| C-130 Hercules                       | США                 | Транспортний                              | C-130H        | 12            |                                                                             |               |
| C-130J Super Hercules                | США                 | Транспортний                              |               | 4             |                                                                             |               |
| C-390 Millennium                     | Бразилія            | Транспортний                              |               |               | 3 замовлено                                                                 |               |
| Вертольоти                           |                     |                                           |               |               |                                                                             |               |
| AS332 Super Puma                     | Франція             | Багатоцільовий / транспортний             |               | 3             |                                                                             |               |
| Bell 412                             | США                 | Багатоцільовий                            |               | 3             |                                                                             |               |
| CH-47 Chinook                        | США                 | Транспортний / CSAR                       | HH-47D        | 9             |                                                                             |               |
| Ка-27                                | РФ                  | CSAR                                      | Ка-32         | 7             |                                                                             |               |
| Sikorsky S-70                        | США                 | Багатоцільовий / CSAR                     | HH-60P        | 17            |                                                                             |               |
| Sikorsky S-92                        | США                 | VIP                                       |               | 3             |                                                                             |               |
| Навчально-тренувальні літаки         |                     |                                           |               |               |                                                                             |               |
| KC-100 Naraon                        | Республіка Корея    | Навчально-тренувальний                    | KT-100        | 23            |                                                                             |               |
| KT-1 Woongbi                         | Республіка Корея    | Навчально-тренувальний                    | KT-1          | 103           |                                                                             |               |
| KT-1 Woongbi                         | Республіка Корея    | легкий бойовий                            | KA-1          | 103           |                                                                             |               |
| T-50 Golden Eagle                    | Республіка Корея    | Навчально-тренувальний                    | T-50          | 72            |                                                                             |               |
| T-50 Golden Eagle                    | Республіка Корея    | Пілотажно-спеціалізований                 | T-50B         | 10            | Використовується пілотажною групою Чорні Орли                               |               |
| T-50 Golden Eagle                    | Республіка Корея    | Навчально-бойовий                         | TA-50         | 22            | 20 Block II замовлено                                                       |               |
| БПЛА                                 |                     |                                           |               |               |                                                                             |               |
| RQ-4 Global Hawk                     | США                 | Розвідувальний                            |               | 4             |                                                                             |               |
| Крилаті ракети повітряного базування |                     |                                           |               |               |                                                                             |               |
| TAURUS KEPD 350                      | Німеччина / Швеція  | КР «повітря — поверхня»                   |               | 267           | Ракети запускаються з винищувачів F-15K Slam Eagle                          |               |

### ППО
Командування артилерійської протиповітряної оборони було передано з артилерії протиповітряної оборони армії Республіки Корея та було створено як базовий підрозділ 1 липня 1991 року.
| Назва                               | Походження       | Тип                          | Варіант  | На озброєнні            | Нотатки                                              |
| ЗРК                                 | ЗРК              | ЗРК                          | ЗРК      | ЗРК                     | ЗРК                                                  |
| ----------------------------------- | ---------------- | ---------------------------- | -------- | ----------------------- | ---------------------------------------------------- |
| MIM-104 Patriot                     | США              | ПРО / ЗКР                    | PAC-3    | 8 батарей               |                                                      |
| KM-SAM Cheongung                    | Республіка Корея | ПРО / ЗКР середнього радіусу | Block I  | 18 батарей              |                                                      |
| KM-SAM Cheongung                    | Республіка Корея | ПРО / ЗКР середнього радіусу | Block II | 1 (7 замовлено) батарея |                                                      |
| Зенітна артилерія                   |                  |                              |          |                         |                                                      |
| M167 VADS                           | США              | Зенітна гармата              | KM167A3  | 200                     | Зенітна версія роторної гармати M61 Vulcan 20×102 мм |
| Переносні зенітно-ракетні комплекси |                  |                              |          |                         |                                                      |
| KP-SAM Shingung                     | Республіка Корея | ПЗРК                         |          | 2 000                   |                                                      |

### Зняті з експлуатації

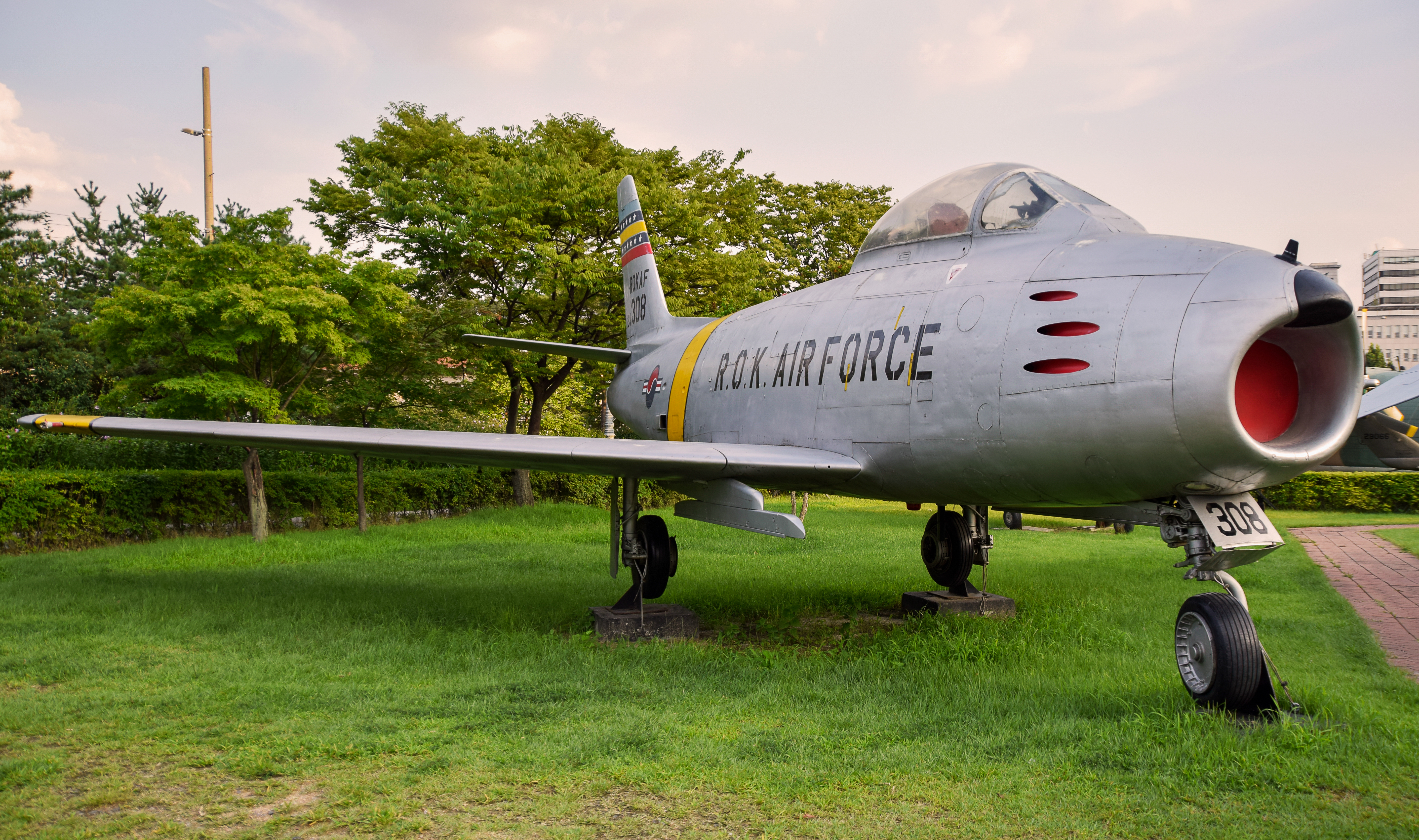
Знятий з експлуатації F-86F Sabre ПС Республіки Корея

Попередні повітряні апарати, що експлуатувалися ПС Республіки Корея, складалися з наступних літаків та вертольотів:
- A-37 Dragonfly
- BAe 748
- C-46 Commando
- C-47 Skytrain
- F-4 Phantom II
- F-86 Sabre
- H-19 Chickasaw
- P-51 Mustang
- S-2 Tracker
- T-6 Texan
- T-28 Trojan
- T-33 Shooting Star
- T-37 Tweet
- T-38 Talon[32]
- UH-1 Huey

## Поточні основні проєкти

### Програма перспективного винищувача KF-X
Korea Aerospace Industries (KAI) KF-21 Boramae (Північний яструб) — багатоцільовий винищувач 4,5-го покоління, розроблений спільно південнокорейською компанією KAI та індонезійською PT DI. Він займатиме проміжне місце між легким винищувачем FA-50 та важкими багатоцільовими літаками F-15K і F-35 Lightning II, які мають більший радіус дії та вантажопідємність.

### Безпілотні літальні апарати середньої висоти
Розроблений у Південній Кореї KUS-FS, також відомий як MUAV або Korean Unmanned System (KUS-FS), призначений для збройних операцій із розвідки, спостереження та рекогностування над сушею та морем. Апарат має автономність до 24 годин.
Перший політ KUS-FS відбувся у 2012 році. У 2019 році авіаційний підрозділ Korean Air (KAL-ASD) представив свою модель MALE UAV, оснащену радаром SAR від LIG Nex1 та оптико-інфрачервоною системою (EO/IR) від Hanwha, з метою серійного виробництва у 2021 році.
За повідомленнями, його розмах крил перевищує 25 метрів, що більше, ніж у MQ-9 Reaper, а його двигун — 1200-сильний турбогвинтовий Pratt & Whitney PT6.
До 2025 року Південна Корея планує розробити турбореактивні двигуни для встановлення на високопродуктивні безпілотні літальні апарати.

### M-SAM Block II
Навесні 2017 року ракета M-SAM Block II (PIP missile) пройшла фінальні випробування, під час яких успішно збила всі п’ять навчальних балістичних цілей. Планувалося розгорнути сім батарей цього комплексу по всій Південній Кореї до 2022 року.

### L-SAM
L-SAM — вітчизняний далекобійний зенітний ракетний комплекс, який наразі перебуває на стадії розробки. KM-SAM (Cheolmae II), який також виробляється в Південній Кореї, є системою середньої дальності, здатною уражати цілі на висоті до 20 км.
Новий проєкт отримав неофіційну назву «K-THAAD» через його плановану дальність ураження від 40 до 150 км та здатність знищувати цілі на висоті до 60 км. На його розробку було виділено близько $1 мільярда, а завершення створення L-SAM (Cheolmae-4) було заплановане на 2022 рік, із подальшим розгортанням чотирьох батарей через один-два роки.

### Великі стратегічні транспортні літаки
З моменту введення в експлуатацію C-130J-30 Super Hercules у 2010 році як великого транспортного літака, ПС Південної Кореї оголосили про намір реалізувати другий проєкт із закупівлі стратегічних транспортників.
Агентство з оборонних закупівель (DAPA) представило детальні плани, що передбачають купівлю чотирьох літаків за кордоном, загальна вартість проєкту оцінюється у 480 мільярдів вон (близько $37 мільйонів США). Також передбачено створення консорціуму за участю корейських компаній для виробництва авіаційних компонентів.
У березні та квітні 2023 року ПС Республіки Корея, DAPA та Корейський інститут оборонного аналізу провели оцінку виробників, серед яких були Airbus, Embraer і Lockheed Martin.
У конкурсі взяли участь:
- Airbus A400M Atlas
- Embraer C-390 Millennium
- Lockheed Martin C-130J Super Hercules

У грудні 2023 року DAPA оголосила Embraer C-390 Millennium переможцем тендера Large Transport Aircraft (LTA) II, і планується, що три літаки будуть введені в експлуатацію до 2026 року.
Окрім цього проєкту, у 2018 році уряд Південної Кореї обговорював із урядом Іспанії можливий обмін літаків Airbus A400M Atlas на корейські навчально-тренувальні літаки KT-1 Woongbi та T-50 Golden Eagle.

### Радар протиповітряної оборони дальньої дії
Агентство з оборонних закупівель Південної Кореї (DAPA) розпочало проєкт із розробки вітчизняного радара дальньої дії для протиповітряної оборони.
За даними агентства, іноземні радари, зокрема Lockheed Martin TPS-77, які наразі використовуються для моніторингу зони ППО КАДІЗ (Kadiz), будуть поступово виведені з експлуатації та замінені на нове вітчизняне обладнання починаючи з 2027 року.

## Розпізнавальні знаки

Розпізнавальний знак ПС Кореї
Розпізнавальний знак (зменшена видимість)